# Archaiasinae
Archaiasinae es una subfamilia de foraminíferos bentónicos de la familia Soritidae, de la superfamilia Soritoidea, del suborden Miliolina y del orden Miliolida. Su rango cronoestratigráfico abarca desde el Luteciense (Eoceno medio) hasta la Actualidad.

## Clasificación
Archaiasinae incluye a los siguientes géneros:
- Androsina
- Archaias
- Cycloputeolina
- Cyclorbiculina
- Cyclorbiculinoides †
- Helenis
- Miosorites
- Orbiculina
- Parasorites

Otros géneros considerados en Archaiasinae son:
- Globoflarina †
- Ilotes, aceptado como Archaias
- Nemophora, aceptado como Archaias